# Agrostophyllum vanhulstijnii
Agrostophyllum vanhulstijnii är en orkidéart som beskrevs av Johannes Jacobus Smith. Agrostophyllum vanhulstijnii ingår i släktet Agrostophyllum och familjen orkidéer. Inga underarter finns listade i Catalogue of Life.